# Okręg Le Mans
Okręg Le Mans (fr. Arrondissement du Mans) – okręg w północno-zachodniej Francji. Populacja wynosi 261 tysięcy.

## Podział administracyjny
W skład okręgu wchodzą następujące kantony:
- Allonnes,
- Ballon,
- Écommoy,
- Le Mans-Centre,
- Le Mans-Est-Campagne,
- Le Mans-Nord-Campagne,
- Le Mans-Nord-Ouest,
- Le Mans-Nord-Ville,
- Le Mans-Ouest,
- Le Mans-Sud-Est,
- Le Mans-Sud-Ouest,
- Le Mans-Ville-Estbraye.